# مقراب كاسر

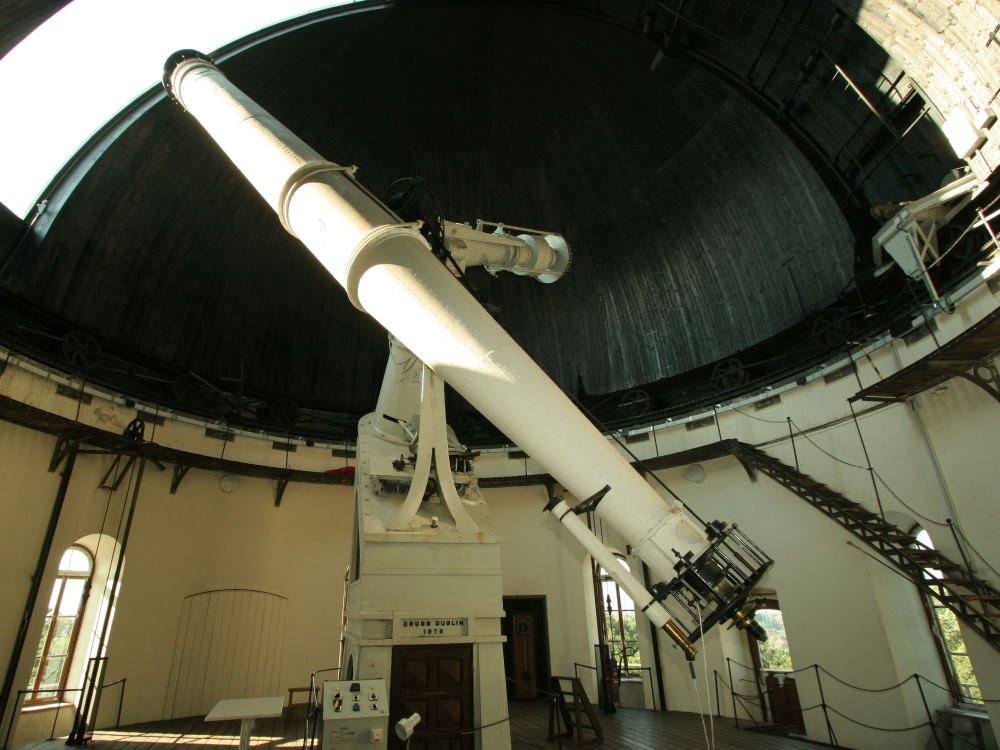
المقراب الكاسر الكبير، التابع لجامعة فيينا.

المقراب الكاسر أو المرقب الكاسر أو مقراب العدسات (بالإنجليزية: Refracting telescope)‏ هو منظار مقرب يعمل بالعدسات ويستخدم عادة في الفلك ومراقبة النجوم. وقد ابتكر مقراب العدسات للأغراض العسكرية التي تستخدم المناظير الثنائية العينية ولأغراض الدراسات الفلكية.

## تصميم مقراب العدسات
تشترك تلسكوبات العدسات في تصميم واحد، فهي تتكون من عدسة روئية أمامية 1 وعدسة عينية 2 ينظر منها المشاهد3. يعمل هذا النظام على تجميع الضوء القادم من الشيء المرئي 4 أكثر مما تستطيع العين على تجميعه، وبعد تجميع الضوء تعمل العدسة العينية على تركيزه 5 وتقدم للمشاهد صورة خيالية ناصعة وواضحة ومكبرة 6. تقوم اسطوانة معدنية 7  بإحكام تركيب نظام العدسات. 

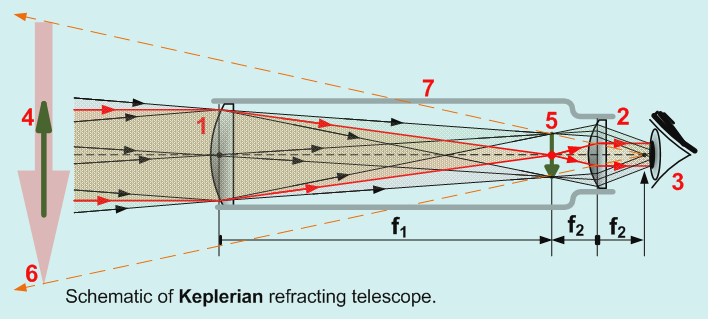

تعمل العدسة الأمامية على تجميع الضوء الذي يأتي كأشعة متوازية في بؤرة العدسة 5 . ويعتمد مقدار التجميع على مساحة العدسة الأمامية وعلى معامل الانكسار لمادة العدسة. يمكن للمشاهد التحكم في المسافة f2، من أجل الحصول على أحسن صورة، ويلاحظ أن الصورة المكبرة تكون مقلوبة 6.

## اقرأ أيضا
- مرصد هايدلبرج
- مقراب
- مقراب المسح الفلكي
- المقراب الكبير جدا
- مقراب صغير
- منظار ثنائي العينية
- مجهر
- مجهر إلكتروني